# Lüderitz

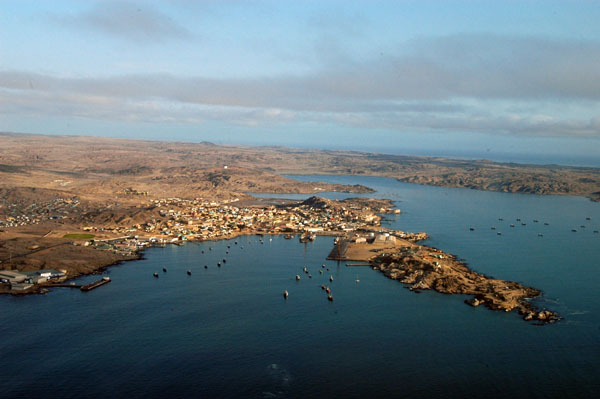
Lüderitzbukten.

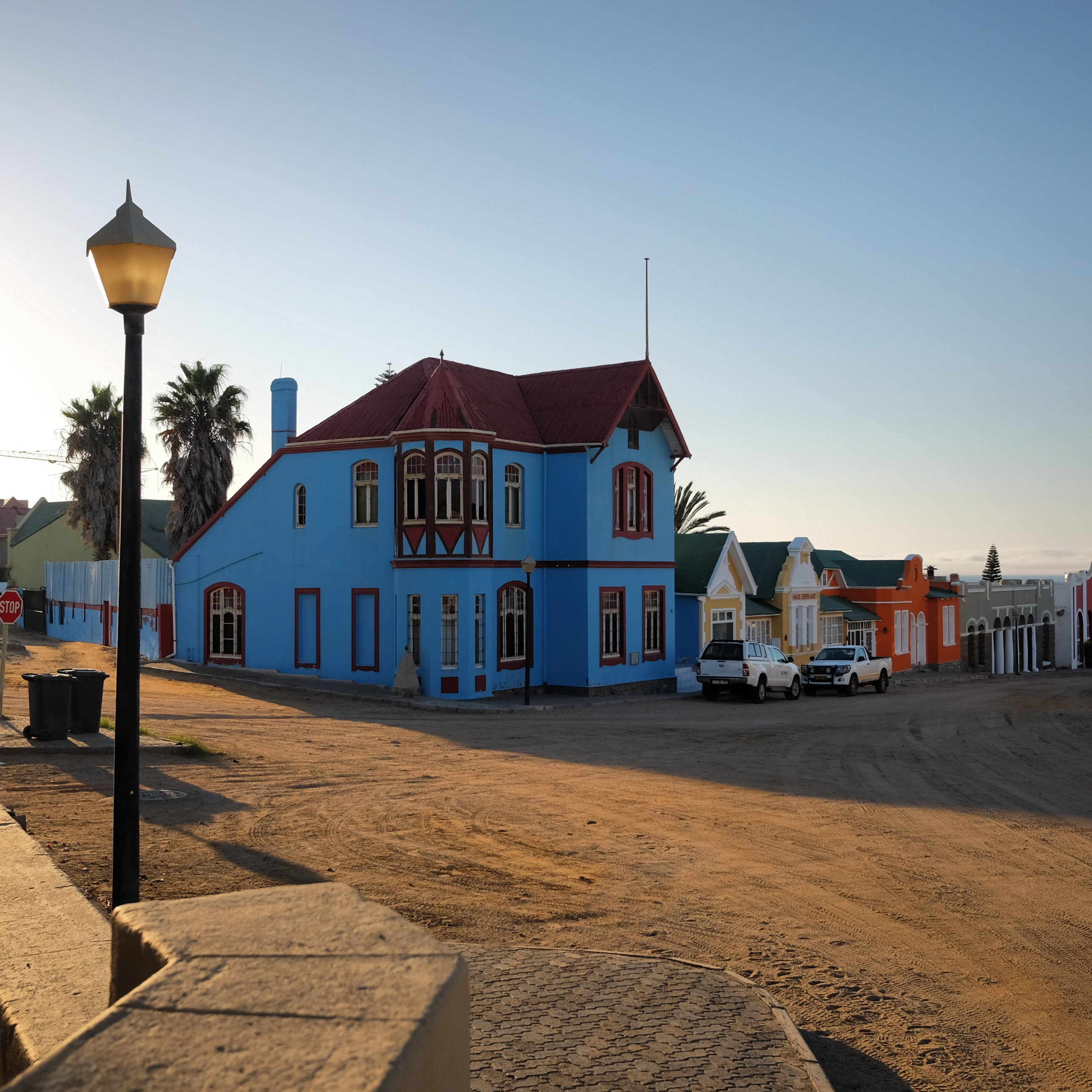
Bergstrasse i Lüderitz.

Lüderitz är en hamnstad på Namibias atlantkust i regionen Karas. Folkmängden uppgick till 12 500 invånare vid folkräkningen 2011, på en yta av 15,3 km². Lüderitz har fått sitt namn efter köpmannen Adolf Lüderitz. Lüderitz har en motorvägsförbindelse med Keetmanshoop åt öster. Norrut breder Namiböknen ut sig, därför finns ingen större väg norrut mot Walvis Bay och Windhoek.

## Historia
Den portugisiska sjöfararen Bartolomeu Dias kom som första europé 1487 till den strax söder om Lüderitz liggande bukten. Innan han seglade vidare reste han enligt seden ett stenkors med vapen på Diaz Point. Originalkorset ("Padrão") var starkt eroderat och ersattes 1929 av en kopia. Originalet finns att beskåda på ett museum i Kapstaden. 1883 anlände tobakshandlaren Adolf Lüderitz till Angra Pequenabukten (senare Lüderitzbucht) och staden grundades.

## Sevärdheter
Stora delar av staden har behållit den tyska jugendstilen från den wilhelminska kejsartiden. Till de viktigaste byggnadsverken räknas Goerke-Haus (1909–1911), Kapps-Hotel, Den luthersk-evangeliska Felsenkirche (1912) och Woermannhaus på Hafenstrasse.
Sevärt i Lüderitz är även Lüderitzer Museum med utställningar om stadens historia och omgivningens djur- och växtvärld. 10 km utanför ligger spökstaden Kolmanskuppe som runt 1910 var världens rikaste stad tack vare stora diamantförekomster. Ytterligare en av naturen skapad sevärdhet är stadens kustläge, med bland annat Große Bucht och  Shark Island (Haifischinsel) och landskapet kring Diaz Point.